# Bundesanstalt für Materialforschung und -prüfung
Die Bundesanstalt für Materialforschung und -prüfung (BAM) ist eine Bundesoberbehörde und Einrichtung der Ressortforschung der Bundesrepublik Deutschland mit dem Hauptsitz im Berliner Ortsteil Lichterfelde des Bezirks Steglitz-Zehlendorf. Unter ihrer Leitlinie „Sicherheit in Technik und Chemie“ ist sie zuständig für die öffentliche technische Sicherheit und für metrologische Aufgaben in der Chemie. Die BAM hat rund 1550 Bedienstete aus über 55 Nationen.

## Historische Entwicklung
Im Jahr 1871 erfolgte die Gründung einer Versuchsstation zur Prüfung der Festigkeit von Eisen und Stahl durch das preußische Ministerium für Gewerbe und Handel. Aus dieser Versuchsstation, untergebracht erst in einem Keller der Berliner Gewerbeakademie im Palais Creutz, dann in einem Schuppen auf dessen Hof, entwickelte sich die Mechanisch-Technische Versuchsanstalt.
Zwischen 1904 und 1919 war die Versuchsanstalt dann das Königliche Materialprüfungsamt und von 1919 bis 1945 das Staatliche Materialprüfungsamt (MPA). Die Chemisch-Technische Reichsanstalt (CTR) existierte zwischen 1920 und 1945 als Nachfolgeeinrichtung des 1889 gegründeten Militärversuchsamtes. Nach dem Zweiten Weltkrieg wurden 1945 MPA und CTR unter Betreuung durch den Magistrat von Berlin zusammengefasst. 1954 erfolgte die Übernahme der neu eingerichteten Bundesanstalt für mechanische und chemische Materialprüfung (BAM) durch die Bundesrepublik Deutschland und 1956 die Namensänderung in Bundesanstalt für Materialprüfung (BAM). 1969 wurde das Institut eine Bundesoberbehörde und seit 1987 trägt sie die Bezeichnung Bundesanstalt für Materialforschung und -prüfung.
Im Zuge der deutschen Wiedervereinigung 1990 übernahm die BAM 300 der 4700 Mitarbeiter des Amtes für Standardisierung, Meßwesen und Warenprüfung (ASMW) der ehemaligen DDR. Darüber hinaus übernahm die BAM Teile der Akademie der Wissenschaften der DDR (AdW). Dazu gehört unter anderem eine Außenstelle der BAM auf dem früheren AdW- und jetzigem WISTA-Gelände in Adlershof.

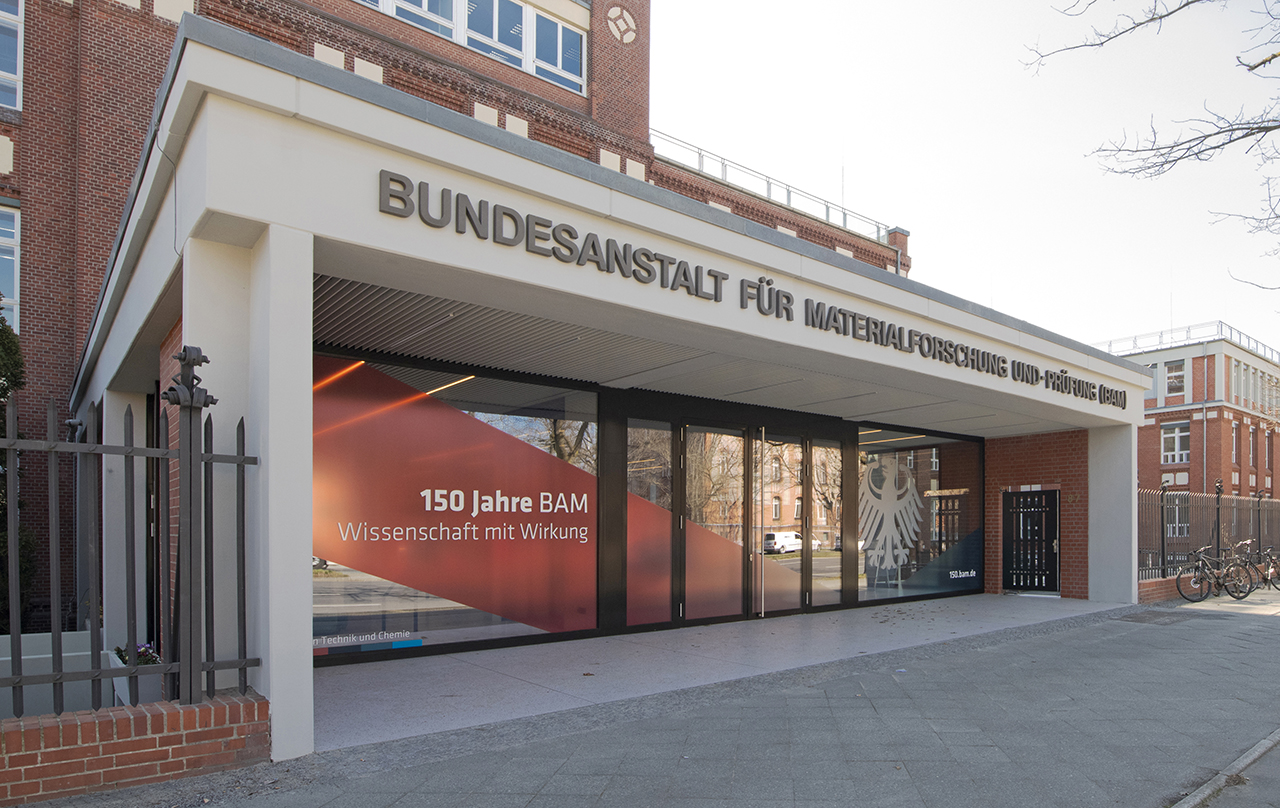
Haupteingang der BAM am Stammgelände Unter den Eichen

## Aufgaben
Die Aufgaben der BAM gehören zum Bereich Material–Chemie–Umwelt–Sicherheit. Die BAM hat den gesetzlichen Auftrag für:
- hoheitliche Funktionen für die öffentliche technische Sicherheit (z. B. Mitarbeit am Sprengstoffgesetz)
- Mitarbeit in der Regelsetzung (Gesetze, Verordnungen, nationale und internationale Normen)
- Beratung der Bundesregierung, der Wirtschaft und von Organisationen
- Entwicklung und Bereitstellung von Referenzverfahren und Referenzmaterialien
- Weiterentwicklung von Sicherheit und Zuverlässigkeit in der Chemie und der Materialkunde

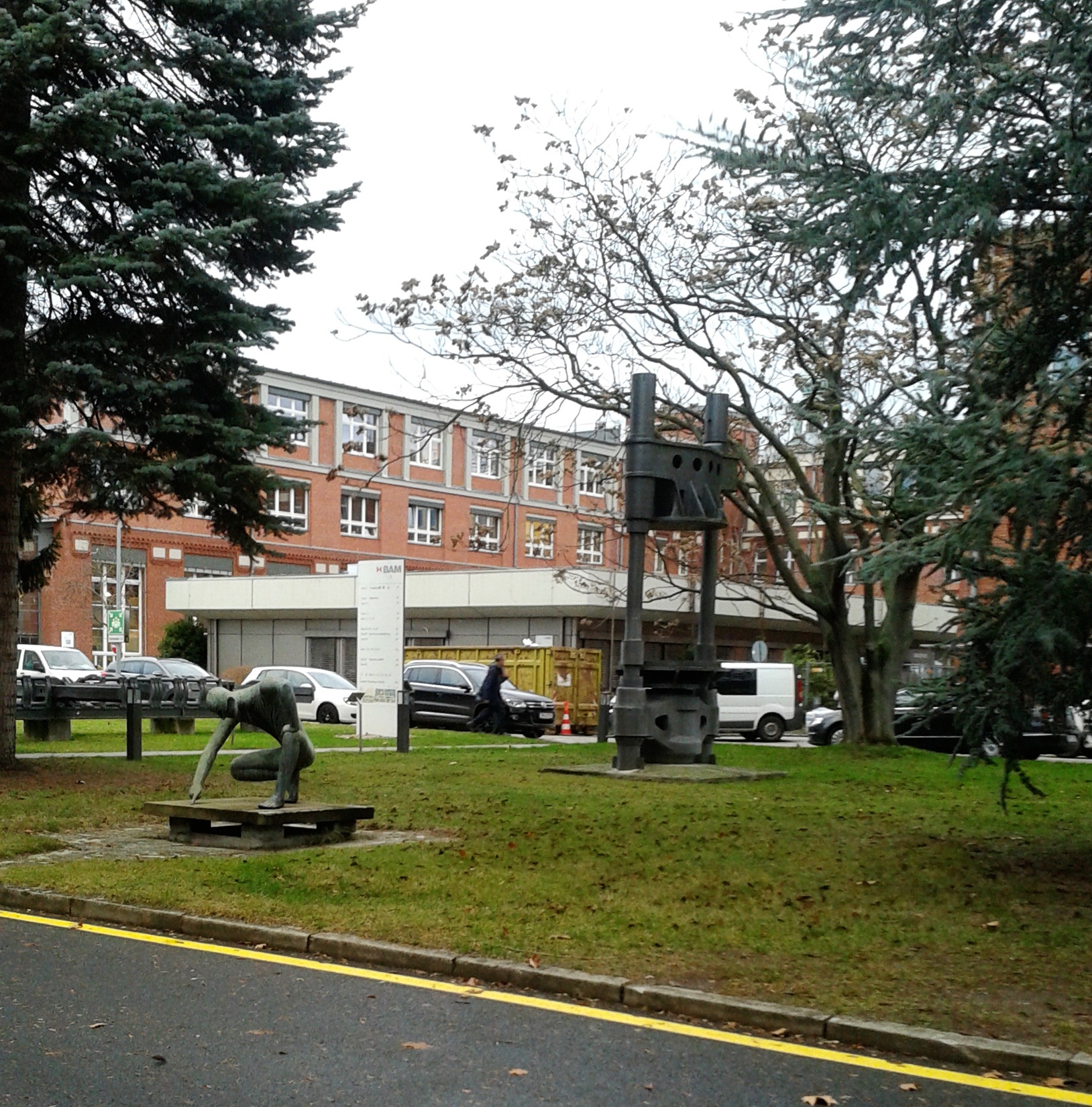
Gebäude der BAM in Berlin

Heute forscht die BAM zu den fünf Themenfeldern Energie, Infrastruktur, Umwelt, Material sowie Chemie und Prozesstechnik. Aktuelle Schwerpunkte sind dabei u. a. moderne Wasserstofftechnologien, die Sicherheit von Lithium-Ionen-Batterien, Offshore-Windkraftanlagen, Nanotechnologie, additive Fertigung und zivile Sicherheitsforschung.
Eine der traditionellen Aufgaben der Bundesanstalt ist die Überprüfung von pyrotechnischen Erzeugnissen.
Weitere Tätigkeiten der BAM sind die Zulassung von Gefahrgut-Umschließungen für den Gefahrguttransport, die Weiterentwicklung der zerstörungsfreien Werkstoffprüfung zur Früherkennung von Schädigungen und Vermeidung von Unfällen sowie die Entwicklung und Bereitstellung von Referenzmaterialien für die analytische Chemie, z. B. in Umweltlaboratorien.
Seit 2006 ist der Erhalt des Kulturerbes in der Zielvereinbarung zwischen der BAM und dem Bundesministerium für Wirtschaft und Technologie enthalten. Die Projekte zur Untersuchung der Qumranrollen, der Himmelsscheibe von Nebra, mittelalterlicher Silberstiftzeichnungen oder historischer Tinten waren prominente Beispiele.

## Benannte Stelle
Die BAM ist im Rahmen von EU-Richtlinien tätig und wird in der EU als Benannte Stelle in der NANDO-Datenbank aufgeführt.

## Standorte
Die BAM ist auf verschiedene Standorte innerhalb Berlins und mit einem Standort vor den Toren Berlins aufgeteilt.
- Stammgelände Unter den Eichen (UE) in Lichterfelde
- Zweiggelände Fabeckstraße (FB) in Lichterfelde
- Zweiggelände Adlershof (AH) in Adlershof
- Testgelände Technische Sicherheit (TTS) in Horstwalde (Baruth/Mark) mit verschiedenen Brandprüffeldern, Fallversuchsanlagen und zwei Sprengplätzen

## Leitung
Die Bundesanstalt wird von Ulrich Panne geleitet. Sein Amt ist in Besoldungsgruppe B 8 der Bundesbesoldungsordnung B eingruppiert. Er führt die Amtsbezeichnung Präsident und Professor.